# Museu das Missões
O Museu das Missões é um museu brasileiro, localizado na cidade de São Miguel das Missões, no Rio Grande do Sul. A criação do museu foi uma das primeiras iniciativas do Serviço do Patrimônio Histórico e Artístico Nacional, hoje IPHAN.

## Histórico
Em 1937 foi criado o SPHAN e, no mesmo ano, o arquiteto Lucio Costa foi enviado ao Rio Grande do Sul para analisar os remanescentes dos Sete Povos das Missões e propor providências. Uma de suas propostas foi criar um museu para abrigar a estatuária indígeno-jesuítica dispersa pela região. Em 1938, os remanescentes do povoado de São Miguel e o prédio do museu foram tombados como Patrimônio Nacional e, em 1940, o Museu das Missões foi oficialmente criado.
Entre 1938 e 1940, o arquiteto Lucio Costa dirigiu as obras de estabilização na Igreja de São Miguel, a construção do prédio do museu e o ficou encarregado do recolhimento das obras de estatuária.
Atualmente constam do acervo do museu esculturas da época das missões indígeno-jesuíticas.
O museu foi atingido por um tornado no dia 24 de abril de 2016.